# Molinges
Molinges est une ancienne commune française située dans le département du Jura en région Bourgogne-Franche-Comté. Le 1er janvier 2019, elle devient commune déléguée et le chef-lieu de Chassal-Molinges.
Les habitants se nomment les Molingiens et Molingiennes.

## Toponymie
Anciennes mentions : Molingas (852), Molenges (XIVe siècle).

## Histoire
Le 1er janvier 2019, Molinges est regroupée avec Chassal sous la commune nouvelle de Chassal-Molinges qui est actée par un arrêté préfectoral du 11 décembre 2018.

## Politique et administration
| Période | Période | Identité               | Étiquette | Qualité |
| ------- | ------- | ---------------------- | --------- | ------- |
|         | 1965    | Emile GARNIER          |           |         |
| 1965    | 1977    | Georges BENIER         |           |         |
| 1977    | 1983    | Edouard Guillon        |           |         |
| 1983    | 1989    | Jean Colin             |           |         |
| 1989    | 1999    | René PERDRIX           |           |         |
| 1999    | -       | Jean-François DEMARCHI |           |         |

## Démographie
L'évolution du nombre d'habitants est connue à travers les recensements de la population effectués dans la commune depuis 1793. Pour les communes de moins de 10 000 habitants, une enquête de recensement portant sur toute la population est réalisée tous les cinq ans, les populations de référence des années intermédiaires étant quant à elles estimées par interpolation ou extrapolation. Pour la commune, le premier recensement exhaustif entrant dans le cadre du nouveau dispositif a été réalisé en 2004.

En 2016, la commune comptait 700 habitants, en évolution de +4,63 % par rapport à 2010 (Jura : −0,81 %, France hors Mayotte : +2,11 %).
| 1793 | 1800 | 1806 | 1821 | 1831 | 1836 | 1841 | 1846 | 1851 |
| ---- | ---- | ---- | ---- | ---- | ---- | ---- | ---- | ---- |
| 201  | 215  | 227  | 272  | 314  | 332  | 370  | 372  | 319  |

| 1856 | 1861 | 1866 | 1872 | 1876 | 1881 | 1886 | 1891 | 1896 |
| ---- | ---- | ---- | ---- | ---- | ---- | ---- | ---- | ---- |
| 330  | 340  | 418  | 381  | 413  | 424  | 445  | 471  | 487  |

| 1901 | 1906 | 1911 | 1921 | 1926 | 1931 | 1936 | 1946 | 1954 |
| ---- | ---- | ---- | ---- | ---- | ---- | ---- | ---- | ---- |
| 554  | 511  | 528  | 518  | 540  | 488  | 475  | 377  | 439  |

| 1962 | 1968 | 1975 | 1982 | 1990 | 1999 | 2004 | 2006 | 2009 |
| ---- | ---- | ---- | ---- | ---- | ---- | ---- | ---- | ---- |
| 452  | 491  | 533  | 534  | 524  | 596  | 675  | 683  | 673  |

| 2014 | 2016 | - | - | - | - | - | - | - |
| ---- | ---- | - | - | - | - | - | - | - |
| 676  | 700  | - | - | - | - | - | - | - |

## Économie
- Comté
- Bleu de Gex

## Culture locale et patrimoine

### Lieux et monuments

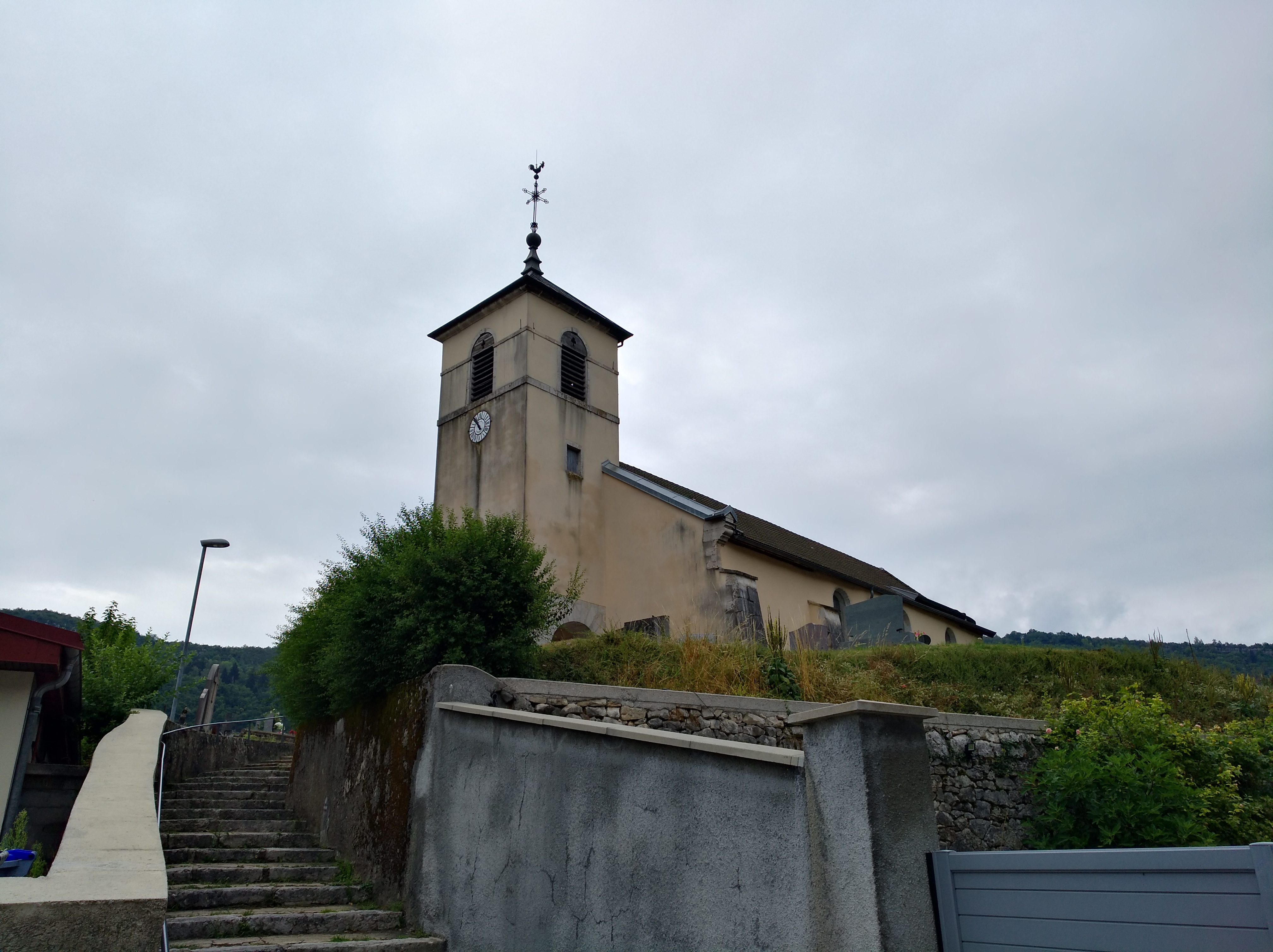
Église Saint-Léger de Molinges.

- L'église Saint-Léger
- Gare de Molinges

### Personnalités liées à la commune
- François Gros-Gurin, député français, est né à Molinges.
- Jean-Marc Pilorget, joueur international français, a joué à Jura Sud Foot, club local.